# Мефодий Буслаев
«Мефодий Буслаев» — серия приключенческо-фэнтезийных романов Дмитрия Емца, главным героем которой является наделённый магическим даром юноша по имени Мефодий Буслаев.

## Сюжет
Мефодий Буслаев в двенадцать с половиной лет узнаёт, что он — будущий повелитель мрака, получивший силу ещё в момент рождения — в час солнечного затмения. По приглашению ведьмы Улиты Мефодий приходит в московскую резиденцию мрака на Большой Дмитровке, где его берёт в обучение барон мрака — мечник Арей. В день своего тринадцатилетия Мефодию предстоит пройти лабиринт храма Вечного Ристалища и добыть то, что хранится там с рождения мира. В то же время Дафну, стража света, живущую в Эдеме, посылают в человеческий мир, чтобы она сопровождала Мефодия и вместе с ним училась у Арея. Так начинается история Мефодия Буслаева. Ему предстоит пережить немало испытаний, прежде чем он наконец выберет сторону и пойдёт по своему собственному пути.

## Список книг серии
1. Мефодий Буслаев. Маг полуночи (август 2004)
2. Мефодий Буслаев. Свиток желаний (февраль 2005)
3. Мефодий Буслаев. Третий всадник мрака (сентябрь 2005)
4. Мефодий Буслаев. Билет на Лысую гору (январь 2006)
5. Мефодий Буслаев. Месть валькирий (март 2006)
6. Мефодий Буслаев. Тайная магия Депресняка (сентябрь 2006)
7. Мефодий Буслаев. Лёд и пламя Тартара (февраль 2007)
8. Мефодий Буслаев. Первый эйдос (август 2007)
9. Мефодий Буслаев. Светлые крылья для тёмного стража (октябрь 2007)
10. Мефодий Буслаев. Лестница в Эдем (май 2008)
11. Мефодий Буслаев. Карта Хаоса (декабрь 2008)
12. Мефодий Буслаев. Ожерелье дриады (март 2009)
13. Мефодий Буслаев. Стеклянный страж (май 2009)
14. Мефодий Буслаев. Танец меча (февраль 2011)
15. Мефодий Буслаев. Огненные врата (ноябрь 2011)
16. Мефодий Буслаев. Книга семи дорог (март 2013)
17. Мефодий Буслаев. Ладья света (ноябрь 2013)
18. Мефодий Буслаев. Ошибка грифона (февраль 2015)
19. Мефодий Буслаев. Самый лучший враг (июнь 2016) — завершающая часть[1][2]

## Критика и отзывы
Критики отмечали, как и в случае с серией «Таня Гроттер», некоторое подражание циклу Джоан Роулинг о Гарри Поттере, хотя и на меньшем, по сравнению с «Таней Гроттер», уровне. Отмечались большая серьёзность и патетичность романа, наличие «взрослого» юмора и многочисленных христианских мыслей и аллюзий. Часть оценок была негативной — обозреватели осуждали вторичность книги и её коммерческую направленность. Между тем у молодёжной аудитории эти книги имеют очень большой успех.

## Рецензии
- Юрий Крамар. Между светом и мраком: мистический романтизм Дмитрия Емца. Дата обращения: 14 марта 2012. Архивировано 27 мая 2012 года.
- Виталий Грушко. Средство от хаоса. Дата обращения: 28 марта 2011. Архивировано из оригинала 12 марта 2012 года.
- Александр Сергеев. Религиозные мотивы в творчестве Дмитрия Емца. Дата обращения: 11 июня 2016. Архивировано из оригинала 16 октября 2016 года.

## Мир серии
Действие происходит в том же мире, что и действие книг о Тане Гроттер, который внешне схож с реальным, но полон магии: там обитают стражи света и мрака, магические существа и самые разные сверхъестественные сущности. Главным отличием от полусказочной и рассчитанной на более юного читателя «Тани Гроттер», где в центре внимания стоят личные отношения между волшебниками, «Мефодий Буслаев» освещает куда более масштабный вопрос борьбы добра и зла, света и тьмы, демонстрируя взаимодействие людей и бессмертных духов (ангелов/демонов, именуемых здесь стражами света/тьмы), и параллельно с миром людей показывая Эдем-рай и Тартар-ад.
В «Мефодии Буслаеве» чётко повторяется библейская концепция и прямо говорится о создании мира словом разумным бессмертным Творцом, являющим собой воплощение любви и абсолютного света. Мир серии теистичен, где свет — живая и активно действующая сила, промыслительная, приходящая на помощь к тем, кто к нему обращается, и решающая всё. Добро и зло в серии чётко разделено, но большинство персонажей сочетают в себе и доброе, и злое, благодаря чему получаются живыми и интересными. В серии периодически встречаются отсылки к Библейским событиям (сотворение мира, отпадение части бессмертных духов от света и возникновение тьмы, битвы света и тьмы, Всемирный потоп, создание Вавилонской башни и т. д.) и истории России и мира (события Великой Отечественной войны, ордынское иго, Ледовое побоище и т. д.), упоминаются известные исторические личности (Наполеон, Аттила, Мамай и т. д.). Естественно-научное и материалистическое видение на происхождение мира, в том числе эволюционная теория Дарвина, с точки зрения автора, навязаны людям агентами Тартара, духами тьмы, чтобы сеять в людях неверие в существование высших сил и собственной бессмертной души и склонять тем самым к цинизму и дурным поступкам.
В серии преимущественно вскользь упоминаются герои «Тани Гроттер» (Древнир, академик Сарданапал, Ягге, Великая Зуби, профессор Клопп, Чума-дель-Торт, Веня Вий), за исключением Лигула, становящегося главным антагонистом (хотя в серии «ТГ» он упоминался вскользь). В серии упоминаются ранее описанные в «ТГ» места, такие как Лысая Гора и школа магии Тибидохс, а также некоторые артефакты; впрочем, о Мефодии Буслаеве несколько раз упоминается в «Тане Гроттер». В целом же серии не пересекаются, поскольку действие, угол обзора мира и общая концепция «Мефодия Буслаева» больше. В целом серия предназначена для более старшего читателя: последние книги серии уже относятся к категории 16+, они серьёзны, местами натуралистичны и даже самые молодые персонажи там уже достигают двадцатилетнего возраста.

## Основные действующие лица
- Мефодий Игоревич Буслаев — юноша, получивший невероятные силы и поневоле почти ставший повелителем мрака. Родился 13 апреля во время полного солнечного затмения; благодаря особому положению звёзд получил силы погибшего повелителя мрака Кводнона, а также силы стража-оборотня Яраата, случайно оказавшегося в зоне затмения. Мрак возлагал на Мефодия великие надежды как на преемника Кводнона и единственного, кто сможет вынести из Храма Вечного Ристалища некие колоссальные силы и поставит точку в существовании мира. В возрасте 12 с половиной лет поступил на обучение к мечнику Арею и получил от мрака мощный артефакт — меч Древнира (бывший светлый меч, проведённый через множество перерождений и ставший тёмным). Со временем внутри Мефодия начинается вечное противостояние добра и зла, и хотя последнее, на первый взгляд, более заманчиво, он подсознательно тянется к первому не только благодаря эйдосу и наставлениям своего стража-хранителя Дафны, но и своей родословной: далёкий прадед Буслаева — светлый страж Диомид, отказавшийся от вечности ради любви к земной девушке и поселившийся в Новгороде XIII века под именем Демида Буслаева. Впоследствии покидает резиденцию мрака вместе со своим стражем-хранителем Дафной, чтобы идти по пути света. Внешне — длинные светлые волосы, из которых пойдёт кровь, если отстричь хотя бы прядь, глаза неясного оттенка, так как меняются в зависимости от настроения, сколотый на треть передний зуб. Смелый, упрямый, дерзкий, острый на язык. Постоянно подвергает себя испытаниям силы воли. Любит своего хранителя Дафну. Живёт отдельно от родителей в общежитии озеленителей. В «Танце меча», вынужденно убив своего учителя Арея в поединке, отказывается от тёмного меча. В «Ладье света» защищает от тёмных стражей раненого златокрылого и получает от того в дар крылья-медальон, а потом героически погибает в битве за украденный мраком эйдос жены Арея и отбывает в Эдем на ладье света. В «Ошибке грифона» появляется как златокрылый, учится летать, но полного принятия крыльев и единения с ними у него пока нет. В последней книге лучше осваивает полёт и начинает разбираться в маголодиях.
- Дафна (Даф) — Светлый страж № 13066 родом из Эдема, в крыльях чёрные перья соседствуют с белыми, что свидетельствует о некоторой двойственности характера и нарушении правил света. Ей 13 587 лет, но выглядит она на тринадцать с половиной земных (на момент первой книги; далее, оказавшись на земле, она быстро взрослеет как человек), так как в пересчёте на земное время одно тысячелетие Эдема равно одному году человеческой жизни. Видела Всемирный потоп и постройку египетских пирамид. Внешне — очень красивая стройная блондинка, волосы убраны в два длинных светлых хвоста (в финальных книгах серии носит косу), голубые глаза, пирсинг — золотое кольцо в нижней губе (упомянуто только в первых книгах серии). Вначале скандальная и непослушная, бузотерит даже в Эдемском саду, предпочитает экстремальные полёты игре на флейте, со временем становится взрослее, серьёзней, мягче, во всём учится находить добро; умеет сочувствовать и сочувствует даже формальным врагам вроде барона мрака. Из-за своей двойственности была выбрана в «шпионы света во мраке» и в результате аферы Лигула попала в резиденцию мрака, чтобы в положенный день пройти вместе с Мефодием лабиринт. Ей было суждено полюбить Мефодия навсегда после того, как в лабиринте она волей случая надела Буслаеву на шею свои светлые крылья (подвеску-артефакт), чтобы спасти себя и его; впоследствии свет назначил её стражем-хранителем Мефа с заданием оберегать его эйдос. Успешно помогает Мефодию сохранить эйдос, походя наставляя на путь истинный и других обитателей резиденции. На своей вере в свет стоит до конца, чем заслуживает симпатию даже таких закоренелых циников, как Улита и Арей. К последнему испытывает сложные чувства, смесь сочувствия и симпатии. В 15-й книге «Огненные врата», достигнув точки невозвращения, за которой страж света лишается крыльев и дара, отбывает в Эдем, но, даже исчезнув из жизни Мефодия, продолжает незримо помогать ему. В «Книге семи дорог» снова возвращается на землю к Мефодию, чтобы спасти его от очередной аферы Лигула. В «Ошибке грифона» вместе с Мефодием спускается в Средний Тартар, чтобы узнать у Арея, как найти его грифона взамен сбежавшего из Эдема, так как никому другому Арей этой тайны бы не открыл.
- Арей — барон мрака, начальник русского отдела мрака, некогда бывший одним из лучших стражей света, но поддавшийся гордыне и самолюбованию (он лучше всех летал, но хотел стать ещё лучше, жаждал всеобщего признания) и на заре истории ушедший из Эдема вслед за Кводноном и Лигулом. Всегда был сам по себе, не сближаясь с предводителями восстания, и до конца сохранял в себе много эдемского света, благодаря чему вопреки всем правилам мог любить и в финале получить шанс на спасение из Тартара. Получил дарх в результате подлого обмана Кводнона (тот не сказал ему, что принятие дарха означает отказ от собственного света и возможности дальнейшего изменения к лучшему) и собственноручно отрезал себе крылья, чтобы не видеть, как они отпадут сами. Изобретатель холодного оружия, но не первый убийца — им стал Хоорс, впоследствии соперник Арея за звание первого клинка. Жестокий, сильный и опытный, первый клинок Тартара. В Средние века в процессе поисков последней уцелевшей частицы первоматерии встретил отважную и сострадательную человеческую девушку Пельку и смог полюбить её по-настоящему, несмотря на запрет мрака, впоследствии женился на ней и у них родилась дочь (хотя обычно стражи мрака бесплодны). Когда мрак узнал об этом, на них началась охота, поначалу безуспешная, но однажды его хороший знакомый оборотень Яраат, которому Арей доверял, предал его и всё-таки убил его жену и дочь, которых мечник всеми силами скрывал от мрака. Дочь — Варвара — впоследствии была возвращена светом к жизни, она — единственное, что не позволяло мраку окончательно поглотить Арея. Во время поисков последней частицы первоматерии познакомился с волхвом Мировудом, ставшим впоследствии наставником некромага Матвея Багрова; мог убить его в схватке, но пощадил. Взял на обучение Мефодия Буслаева, стремясь передать ему свои знания и боевые навыки и сделал это весьма успешно. Внешне — чёрные волосы, чёрная борода с проседью, смуглая кожа, лицо пересекает шрам, рассечён нос. Волевой, целеустремлённый, гордый, вспыльчивый, со своеобразным кодексом чести, ненавидит канцелярщину. В отличие от других стражей мрака умел любить, и очень любил жену и дочь Варвару, был привязан к своей воспитаннице Улите и лучшему ученику Мефу, открыто симпатизировал Дафне так, что суккуб не раз являлся ему в её облике. Чтобы спасти от мрака троих самых близких ему людей — Мефодия, Варвару и Улиту, поддался Мефу в поединке и был им обезглавлен в конце 14-й книги «Танец меча». Как совершивший поступок, невозможный для мрака, — самопожертвование, — возможно, будет возрождён для света. Из следующей книги «Огненные врата» становится известно, что Арей, желая помочь оставленной на земле дочери, раздобыл эйдос её матери, пребывавшей в свете, и поместил его в медальон Варвары, чтобы тот защищал её от мрака. В «Ладье света» является Мефодию и рассказывает, что общается со своей семьёй и вполне счастлив, ведь на такую возможность он не смел и надеяться. В «Ошибке грифона» рассказывается, что он пребывает в Среднем Тартаре, но не потерял памяти и способности материализоваться, как все тамошние обитатели, так как его поддерживает любовь, его посещают жена и дочь, и теперь, без дарха, державшего его сердце замороженным, возможно его возрождение для света. В одном из флешбэков рассказывается, что он получил совет вновь попытаться общаться со светом, и, по-видимому, начал ему следовать. В очередной раз помогает Мефодию и Дафне, и благодаря ему они получают возможность вернуться из их путешествия в Тартар; также помогает Багрову, когда тот в результате неудачного эксперимента по перепрошивке магического перстня едва не застревает в Тартаре. В последней книге «Самый лучший враг» получает возможность спастись из Тартара и является внешне прежним, а внутренне, видимо, изменившимся — «точно упала вдруг с лица маска», и окончательно воссоединяется с женой и дочерью в счастливой вечности, недоступной для мрака.
- Ирка — подруга детства Мефодия, инвалид, прикованный к креслу-каталке после автокатастрофы, в которой она потеряла родителей. Живёт со своей бабушкой Бабаней. Когда Ирке было тринадцать лет, она встретила валькирию-одиночку, смертельно раненную Кводноном; валькирия передала Ирке свой дар, исцелила её и умерла. Первое время влюблена в Мефодия, ревнует его к Дафне и Нате Вихровой. Не может рассказать Мефодию о своей новой стезе из-за правила валькирий, гласящего, что никто из прежних знакомых валькирии не узнает её, а если она вдруг откроется сама, тайна защитит себя и услышавший её умрёт. Со временем всё больше привязывается к Матвею Багрову и влюбляется в него. Умная, начитанная, честная и рассудительная, но иногда позволяет себе совершать необдуманные поступки. В 14-й книге из-за своей пылкой любви делает выбор не в пользу служения, лишается дара валькирии и вновь возвращается на кресло-каталку, и тогда же Мефодий наконец узнаёт в ней подругу детства. В 15-й книге получает от Мамзелькиной и — отчасти — света ноги и становится Трехкопейной Девой; новое оружие — рунка. Опасаясь за жизнь Багрова, чьё сердце было под контролем Мамзелькиной, и уступив шантажу, едва не поспособствовала возвращению в этот мир повелителя мрака, открыв Огненные Врата и вместе с Мефом провалившись в междумирье, где был заточен Кводнон. В «Книге семи дорог», вновь попав в устроенную Мамзелькиной ловушку, предаёт валькирий и становится «младшим менагером некроотдела», получив в качестве косы видоизменившееся каменное копьё, которое должна была передать новой валькирии взамен погибшей Таамаг, но, поддавшись шантажу Аиды, отдала мраку. Позже, избавив эйдос бывшей хозяйки своих ног — как выяснилось, самоубийцы — от власти суккуба, сама избавляется от власти мрака, навязанной Мамзелькиной, и наконец-то приобретает ноги целиком и полностью, без каких-либо условий. В «Ладье света», так и не сумев унести ни одного человека, перестаёт быть помощницей Смерти и из Трёхкопейной Девы становится Девой Надежды. В «Ошибке грифона» по велению света вместе с Багровым работает своеобразной «первой помощью» для попавшей в беду мелкой нежити, так как воином быть Ирка уже не может, она стала добрее и мягче и теперь её путь — помощь и сострадание, а не битва. В последней книге «Самый лучший враг» становится невестой Багрова.
- Матвей Фёдорович Багров — ученик волхва Мировуда. Владеет некромагией, вуду, светлой и тёмной магией. Хранитель Камня Пути, замещающего его сердце (Камень Пути является осколком последней частицы первоматерии, из которой творился мир, найденной в Средние века Ареем и Мировудом). Родился в XVIII веке в семье орловского помещика и гусара в отставке Федора Багрова, был отлично образован и обучен военному делу; позже, осиротев, сбежал и после череды страшных событий вынужденно стал учеником волхва Мировуда, практиковавшего порицаемое светом всеначалие, основанное на ложной идее единства добра и зла, и очень многому от него научился. Потом его существование прервалось: Мировуд запечатал своего ученика в перстне, чтобы уберечь его и сам артефакт от слуг мрака. На эти двести лет время для него остановилось, и на момент знакомства с Иркой он выглядит на 13 — 14 лет. Сначала был другом и учителем Ирки, а затем и влюбился в неё. Из-за ревности подумывал убить Мефодия как возможного претендента на сердце Ирки. Последнюю любит сильно и преданно и остаётся с нею несмотря ни на что. В 15-й книге получает от Мамзелькиной обычное человеческое сердце. В 16-й книге знакомится с молодым стражем мрака по имени Джаф и, наивно пойдя у него на поводу, соглашается сыграть в его лотерею и выигрывает подарок от мрака — конструктор девушек, с помощью которого якобы можно избавить девушку от любых недостатков. В 17-й книге выясняет, что подарок Джафа, убирая недостаток, заменяет его мраком, и бросает Джафу вызов, но не успевает с ним сразиться, потому что тот погибает на дуэли с Мефодием. Является вторым воином из пророчества о Трёхкопейной Деве. В последней, 19-й книге от найденной частицы первоматерии получает дар исцеления живых существ. Делает Ирке предложение руки и сердца (правда, не в тех условиях, о которых мечтал), и она, конечно, соглашается.
- Двуликий Кводнон — первый падший страж света, ставший повелителем мрака; воплощение зла в самом прямом смысле. На заре творения был прекрасен и наделён многими дарами, но, возгордившись и позавидовав человеку, получившему эйдос, поднял восстание в Эдеме и увёл за собой треть стражей. Вначале продвигал идею просто построить свой мир и найти свой путь, отдельный от света, но его попытка поиграть в творца потерпела поражение и его идея превратилась в радикальное желание захватить и уничтожить Эдем, потому что «нельзя построить своё, пока хоть где-нибудь стоит что-то чужое». Придумал выманить человека из Эдема и разрушить его союз с Творцом, а потом развить в нём неверие и отнимать человеческие эйдосы, чтобы властвовать над теми, кого Творец так выделил, и уязвить свет. Был повержен златокрылыми во время великого сражения света и мрака, долгое время не мог воплотиться ни в одном теле, даже в комиссионерском. Цепочку от его дарха заполучил Лигул, благодаря чему стал временно исполняющим обязанности повелителя мрака. Одна часть сущности Кводнона была заточена в Тартаре, территории хаоса, за Жуткими Воротами (Огненные Врата — их отражение), а дух — Безликий Кводнон — самим фактом своего существования подпитывает мрак; для него в Тартаре в особый сосуд собираются эйдосы. Внешне Кводнон также половинчат (поэтому носит прозвище Двуликий) — одна сторона его лица прекрасна, а вторая уродлива. Однажды части его деятельной сущности удалось выбраться из-за Жутких Ворот и, вселившись в Нату Вихрову, убить валькирию-одиночку, предшественницу Ирки, охранявшую Ворота; затем Кводнон попытался добраться до главной цели — наследника мрака, Мефодия, но был побеждён Иркой. В 15-й книге окончательно вырвался из-за Огненных Врат и вселился сначала в Мефодия, а потом в Виктора Шилова, но был изгнан Мефом с помощью меча света.
- Мамай — Хан Золотой Орды. Комиссионер. Служит водителем у Улиты и Арея.
- Лигул — горбун, карлик, глава Канцелярии мрака, заполучивший цепочку от дарха повелителя мрака Кводнона. Также бывший страж света; из-за его бесконечной подлости его крылья не просто отпали, а превратились в горб. После низвержения Двуликого Кводнона во время великой битвы света и мрака боролся со Спуриусом за трон Тартара и победил, подло подставив Спуриуса и выдав его златокрылым. После этого занял свой пост. Фактически является главой мрака, формально — своего рода «местоблюститель», хранящий престол мрака для нового владыки. Злобный, хитрый, подлый, абсолютно беспринципный. Имеет серьёзный комплекс неполноценности по поводу своей внешности. Давний враг Арея, он, тем не менее, сохраняет с мечником своеобразный вооружённый нейтралитет, постоянно шпионя за ним и стремясь всегда иметь возможность шантажировать барона мрака. В действительности вовсе не собирается передавать власть над мраком новому владыке, поэтому сначала пытается подчинить Мефодия себе, а когда эти попытки проваливаются — помешать Мефодию стать властелином мрака и заставить его передать полученные силы кому-нибудь другому, кого Лигул может сделать своей марионеткой. Не раз покушался на жизнь Дафны, которую сам же вытащил из Эдема на Землю, но убить её открыто не рисковал, опасаясь, что привязавшиеся к ней Мефодий и Арей проникнутся ненавистью к мраку и мрак лишится таких полезных пешек. Похитил из мира людей девочку Прасковью, и воспитал её в Тартаре почти до уровня Мефодия. Впоследствии выяснилось, что у него есть ещё один — запасной — воспитанник — Виктор Шилов, которого Лигул готовил на роль тела-«сосуда» для Кводнона. В последней, 19-й книге пытается стравить Варсуса и Мефодия, чтобы первый убил второго.
- Прасковья — воспитанница Лигула и его кандидатка на пост повелительницы мрака, чей смех и плач по силе равны чуть ли не торнадо. Пылко влюблена в Мефодия. Практически никогда не говорит сама, а только с помощью Ромасюсика, коего использует как своеобразный рупор. После аферы, провернутой Лигулом, забрала силы Наты, Чимоданова и Мошкина. Очень худая, белокожая, темноволосая (после того как Мефодий избавился от дара Кводнона и дар перешёл к ней и Шилову, её волосы стали кровоточить, как раньше у Мефа), светло-голубые, почти прозрачные глаза. В одежде предпочитает ярко-алый цвет. Характер вспыльчивый, склонна к резким переменам настроения. Лишена любых моральных ограничителей, в принципе не отличает добро от зла, добивается своего любой ценой. Обладает ярким сильным эйдосом, несмотря на жизнь в Тартаре, но воспитание Лигула и неизвестный тартарианский паразит мешают эйдосу просветлять владелицу. После прикосновения к Камню Пути, развеивающему мороки мрака, начинает постепенно меняться в лучшую сторону. В «Огненных вратах» после ухода Дафны в Эдем становится соседкой Мефодия и охотно проводит с ним время, печатая ему рефераты и делая переводы. Наконец-то научилась извиняться и даже чувствовать стала несколько иначе, чем раньше. В «Книге семи дорог» живёт вместе с Зигей и Шиловым в 70-й комнате общежития и неплохо ладит с последним. В «Ладье света» с помощью Шилова, Мефодия и Дафны избавляется от тартарианского паразита и покидает Москву вместе с Шиловым и Зигей-Никитой, постепенно изменяясь и становясь глубже. В «Ошибке грифона», своими глазами увидев подвиг, защитивший её от смерти, принимает ледяное копьё, вернувшееся к валькириям после гибели Джафа, и начинает сражаться с мраком на стороне валькирий. В последней книге «Самый лучший враг», несмотря на то, что к ней и Виктору перешёл дар Кводнона, всячески сопротивляется ему, сохраняет очень яркий эйдос и, очевидно, окончательно пойдёт по пути света.
- Аида Плаховна Мамзелькина — персонификация Смерти. Забирает тех, кому, согласно утверждённому реестру, пришло время умереть. В свете новых веяний предпочитает именовать себя «старшим манагером некроотдела». Внешне выглядит как бомжеватого вида старушка с чёрным рюкзачком и зачехлённой брезентом косой. Рюкзак бездонный, а коса расчехляется только в момент, когда приходит пора отправить кого-то в мир иной. Существует вне времени, умеет мгновенно перемещаться в любую точку мира и, видимо, находиться одновременно в разных местах. Не слишком любит свою работу, иногда откровенно тяготится ею, но относится к ней философски: «Мрак пишет реестрик, свет утверждает, а я — только скашиваю». Формально подчиняется Канцелярии мрака и лично Лигулу, фактически — в пределах своих обязанностей и воли света совершенно самостоятельна. Незаменима — других кандидатов на эту должность нет и никогда не было, за исключением разве что Ирки. Зная о своей незаменимости, легко позволяет себе мелкие нарушения трудовой дисциплины, а иногда даже прямой саботаж, которые совершает «под настроение» или преследуя собственные цели, или в интересах тех, кто ей симпатичен. Любит говорить, что вполне может «перепутать» клиентов из-за неоднозначности записей в реестре смертей. Неравнодушна к алкоголю, особенно уважает хорошо выдержанную медовуху(не наколдованную!). Старая собутыльница и «боевая» подруга Арея (в прямом смысле слова — уносила тех, кого он приканчивал, так что, по её словам, много за ним «трупья перетаскала, только и успеваешь прибраться»). В «Книге семи дорог» устраивает ловушку Трехкопейной Деве, в результате чего та вопреки своей воле становится «младшим менагером некроотдела» и её помощницей. В этой же книге даётся намёк, что в прошлом Аида была валькирией, а её коса — это преобразившееся копьё. В последней книге, выполняя моральный долг перед своим старым другом, подсказывает Мефодию и Дафне, что они могут воспользоваться уникальной частицей первоматерии, чтобы помочь Арею выбраться из Тартара.
- Улита Алексеевна Максимова — секретарша и воспитанница Арея, молодая ведьма, во младенчестве проклятая своей матерью-колдуньей, лишённая эйдоса и обречённая на гибель, но спасённая Ареем, который дал ей часть своих способностей и возможность существовать как страж мрака. Подписала контракт с мраком и носит дарх. Внешне — длинные пепельные волосы, полная фигура. В одежде предпочитает всё яркое и эпатажное. Язвительная, нервная и порой кажется бессердечной, но бывает доброй и понимающей. Легкомысленная, со специфическим чувством юмора и склонностью к цинизму, который переняла от барона мрака. Болезненно реагирует на замечания о своём большом весе и вполне может убить комментатора. В качестве оружия предпочитает рапиру и, конечно, магию; от дружка-вампира научилась выдвигать глазные зубы и порой демонстрирует это, желая напугать собеседника. Любит Эссиорха — хранителя Дафны. В 14-й книге получает назад свой эйдос и после гибели шефа — барона мрака — освобождается от контракта с мраком. В 15-й книге готовится стать матерью. Отец ребёнка — Эссиорх. В «Ладье света» становится женой Эссиорха и рождает сына по имени Люминесценций. В последней книге ждёт второго ребёнка и, судя по планам Эссиорха, это не предел. Материнство изменяет её к лучшему и помогает не скатываться во мрак.
- Эссиорх — хранитель Дафны из Прозрачных Сфер. Самый неудачливый хранитель. Неосознанно стал автором идеи Вавилонской башни, увидев однажды много бездельничающих людей и предложив им что-нибудь построить; после этого у Эссиорха начались ожидаемые неприятности по службе. Прибыв в человеческий мир, вселился в тело погибшего байкера Павла Никитина, перенял все его привычки и очень быстро очеловечился. Внешне — мускулистый, кожаные брюки и ремень с пряжкой в виде руки скелета. Добрый, немного занудный, но мудрый и терпеливый. Любит рисовать и немного увлекается скульптурой. По просьбе Троила воспитывает самого забывчивого и безответственного стража — Корнелия. Дружит с Иркой. Живёт вместе с Улитой, любит её, несмотря на Улитин взрывной характер. К финалу серии женится на Улите и воспитывает сына. Хороший отец.
- Варвара — дочь и единственная частица света в душе Арея, хотя и не подозревает об их родстве. На момент трагической гибели от рук Яраата её эйдос был неопределившимся и половинчатым (тёмная часть досталась от барона мрака), поэтому свет, вернув себе её эйдос, не оставил её в Эдеме, а даровал девочке второй шанс. После воскрешения живёт в Москве; на момент встречи с отцом ей шестнадцать лет. У Варвары своеобразный характер; она дерзкая, часто грубоватая и слишком острая на язык, но в глубине души добрая и умеющая привязываться — правда, привязанности эти упорно скрывает. Может за себя постоять, никогда не расстаётся с тесаком, умеет обращаться с инструментами, носит самую неженственную одежду — чёрную кожаную куртку с металлическими пластинами, кожаные брюки (в 13-й книге упоминаются и камуфляжные) и армейские берцы. Диггер; облазила чуть ли не половину подземной Москвы. Внешне — высокая, тонкая, чем-то похожая на цветок лилии, брюнетка; на левой щеке короткий горизонтальный шрам, касающийся края губ (из-за чего Корнелий иногда ласково называет её «мой Гуинпленчик»), глаза редкого песочного цвета с расширенными, без отблеска, зрачками. Выросла в приюте, в подростковом возрасте была взята в приёмную семью, откуда потом сбежала. У неё есть пёс по кличке Добряк, которого она ещё щенком спасла от смерти. Варвару любит Корнелий. В «Ладье света» признаётся, что тоже любила Корнелия. Чувствуя нехватку сил для медленного движения к свету, начинает желать активного действия, подвига, и в результате отваживается отправиться в прошлое, чтобы исправить искажённую Лигулом историю. Героически погибает в одном из сражений Великой Отечественной войны и воссоединяется со своими родителями. В последней книге «Самый лучший враг», прежде чем навсегда уйди с родителями в вечность, прощается с Корнелием и просит его позаботиться о Добряке.
- Троил — златокрылый, генеральный страж света и глава Эдема с резиденцией на третьем небе. Мудрый, внутренне радостный, всегда готовый к самопожертвованию. Невысокий, изящный, лысый, зеленоглазый, в очках, многих тысячелетий от роду, так как помнит отпадение Кводнона, Лигула и Арея от света и появление мрака. Был дружен с Ареем до его ухода из Эдема. В одной из книг возглавляет, казалось бы, заведомо обречённую экспедицию по спасению златокрылых, застрявших в Хаосе. Называет себя дядей Корнелия. В 14-й книге был тяжело ранен вышедшим из-под контроля тёмным мечом Мефодия; для спасения нуждался в повернувшем к свету мече мрака, для чего в Эдем после дуэли был доставлен меч Арея. В 15-й книге исцелён мечом Арея. В 18-й книге спасает Мефодия от грифонов, когда Буслаев, поторопившись, пытается войти в Дом Светлейших. В последней, 19-й книге отдаёт Мефодию эйдосы жены и дочери Арея, сохраняемые в Эдеме, чтобы семья могла полностью соединиться в вечности.
- Корнелий — связной света, племянник генерального стража Троила. Друг Эссиорха, живёт в его квартире. Любит дочь Арея Варвару. До встречи с ней развлекался сбором телефончиков особ женского пола. Характером — раздолбай и весельчак. Остроумен, насмешлив, заносчив и самолюбив, рассеян, но вполне предан свету. В «Ладье света» из-за своего длинного языка лишается крыльев (рассказывает Варваре, что разбитые крылья способны высвободить энергию, достаточную для отправки в прошлое, и Варвара тут же этим пользуется, не узнав, чем это чревато для самого стража) и становится обычным человеком. Очень тоскует по Варваре, но эта тоска делает его глубже. В «Ошибке грифона» встречает бывшего стража, лишившегося не только крыльев, но и ног, но при этом не впавшего в уныние и продолжающего сражаться за свет. Эта встреча действует на него вдохновляюще, и Корнелий задаётся целью создать музыку, которая могла бы без магии защищать людей от духов мрака. Благодаря своей музыке он приручает грифона Арея и получает возможность вместе с ним вернуться в Эдем.
- Варсус — светлый страж. Антипод Мефодия: если Меф, изначально будучи наследником мрака, всё-таки смог воспротивиться злу и шагнуть к свету, то Варсус наоборот: будучи светлым, поддался гордыне и в итоге пал. Впервые появляется в «Ладье света», где участвует в Запретных Боях. Несмотря на скромную внешность, из-за чего его называют «пастушком», имеет задиристый, насмешливый характер, сочетает черты света и мрака. Любит риск и всегда быть первым, мечтал сразиться с Ареем и победить его. Лучший меч света, ученик Троила. Признаётся, что был и остаётся влюблён в Дафну, постоянно задирает Мефодия. В 18-й книге в рамках поисков сбежавшего из Эдема грифона спускается вместе с Мефом и Дафной в Тартар. Там он забирает дарх тартарианского охотника и, желая почувствовать себя на месте Арея, неосмотрительно надевает его, после чего перестаёт быть светлым стражем, вопреки всем правилам обладая одновременно крыльями и дархом. Впоследствии становится пажом валькирии каменного копья Брунгильды. В последней книге «Самый лучший враг» окончательно скатывается во мрак, собирает в дарх эйдосы, заключает негласный договор с Лигулом, пытается убить Мефодия и вызвать дух Арея, чтобы всё-таки доказать, что это он, Варсус, лучший воин света и мрака, но терпит неудачу. Из-за своих изменений полностью отступает от света, лишается крыльев и маголодий и в финале становится простым человеком, лишённым памяти о прошлом.
- Ната (Наталья) Вихрова — родилась 13 апреля 1992 года. Девушка, обладающая даром визуального зомбирования — способностью влюблять в себя окружающих с помощью своих взглядов, мимики и жестов. Родилась в один час с Мефодием. В 3-й книге «Мефодий Буслаев. Третий всадник мрака» завербована Ареем в резиденцию мрака, чтобы после состоять в свите повелителя мрака. В 12-й книге её силы отбирает новая повелительница мрака Прасковья. Внешне — смуглая, короткие тёмные волосы. Капризная, уверенная в себе, эгоистичная, наглая. Но, как прозрачно намекает автор в некоторых местах серии, её характер ещё до конца не является определённым и затвердевшим и вполне может измениться. В её личной жизни всё очень сложно и запутанно. В последней книге выходит замуж за гражданина с фамилией Тер-Саакян и приглашает на свадьбу Чимоданова и Мошкина.
- Евгеша (Евгений) Мошкин — родился также 13 апреля, в один час с Мефодием и Натой. Юноша, способный управлять огнём и водой. В 12-й книге вместе с Натой и Чимодановым лишается магической силы, которая переходит к Прасковье. Внешне — высокий, широкоплечий, красивый. Характер — в противовес внешности — неуверенный и излишне скромный, податливый; но, тем не менее, страдает внутренней гордыней. Какое-то время был влюблён в Нату Вихрову, после некоторое время встречается со старостой своего курса Катей. В 16-й книге собирается с ней расстаться, но боится признаться в этом и постоянно скрывается у друзей, пока бывшая подруга тщетно ищет его по городу. В «Ладье света» встречается с другой девушкой.
- Петруччо (Петр) Чимоданов — родился на минуту раньше Мефодия. Юноша, обладающий способностью оживлять монстров, которых он делает сам из подручных материалов. Его магическую силу также забрала Прасковья. После потери тёмного дара устроился работать в супермаркете. Заносчивый, высокомерный, умный, но часто грубый, нечуткий и любитель всё опошлить. Внешне — вечно хмурящийся, жёсткие, торчащие ёжиком волосы и такие же брови. Слова-паразиты: «НО!» и «Подчеркиваю». В «Ладье света» встречает свою любовь — девушку Олю, очень похожую на него характером и поведением. Обожает экспериментировать с оружием и взрывчаткой.
- Валькирии — слуги Эдема, первоначально служившие языческим богам, но потом перешедшие на сторону света. Обладают разнообразными дарами, полученными за страдания в своей человеческой жизни. Великолепные воины и земная гвардия света. Имеют личный кодекс правил, ставящий во главу угла служение свету и запрещающий эгоизм и страстные личные привязанности: валькирия не имеет права влюбляться, должна любить всех одинаково и не может использовать свой дар для себя — в противном случае она его лишается. Кодекс также запрещает валькириям общаться со своими старыми знакомыми (валькирию никто никогда не узнает, а если валькирия сама раскроет эту тайну, узнавший её умрёт). Перед гибелью первые валькирии находили себе преемниц среди смертных и передавали им свой дар и оружие; эта традиция сохранилась и в дальнейшем. У каждой валькирии есть оруженосец, помогающий своей госпоже в битвах и всегда защищающий её.

Всего их было двенадцать дев-воительниц, работающих в команде, валькирия-одиночка, и, возможно, четырнадцатая валькирия, позже ставшая смертью.
1. Фулона (валькирия золотого копья, глава валькирий, последняя первовалькирия).
2. Ильга (валькирия серебряного копья).
3. Бармия (валькирия бронзового копья; в 7-й книге её сменила Малара (погибает в 18-й книге; в 19-й книге ей на смену приходит Варля)).
4. Хола (валькирия медного копья; погибает в 18-й книге, (в последней, 19-й книге ей на смену приходит Арла)).
5. Таамаг (валькирия каменного копья; погибла в 15-й книге; в 17-й книге её заменяет Брунгильда).
6. Ламина (валькирия лунного копья).
7. Хаара (валькирия разящего копья).
8. Филомена (валькирия испепеляющего копья; погибла в 9-й книге, её копьё уничтожили, поэтому преемницы у неё быть не могло).
9. Сэнра (валькирия ледяного копья; разжалована из валькирий в 5-й книге как перешедшая на сторону мрака; её копьё стало невидимым оружием стража мрака Джафа, но после его битвы с Буслаевым очистилось и вновь вернулось к валькириям; в 18-й книге валькирией ледяного копья становится бывшая наследница мрака Прасковья).
10. Радулга (валькирия ужасающего копья; погибает в 18-й книге, в 19-й её заменяет Пеппа).
11. Бэтла (валькирия сонного копья; погибает в 18-й книге, в 19-й её заменяет Маргарита).
12. Гелата (валькирия воскрешающего копья).
13. Валькирия-одиночка Ирка (в 15-й книге Трёхкопейная Дева, помощница валькирий), впоследствии заменённая Дашей.
14. Возможно, Аида Плаховна Мамзелькина (в 16-й книге написано: «По её косе пробегали волны — она выпрямлялась и, утрачивая пугающий горб, становилась похожа на копье валькирии, закутанное, правда, все в тот же линялый брезент.»)

- Зозо (Зоя) Буслаева — мать Мефодия. Легкомысленная и бесхозяйственная, занимается в основном поисками спутника жизни. Работает в офисе, недовольна своей работой. Любит сына. С 14-й книги счастлива с вернувшимся к ней ранее отцом Мефодия, Игорем.
- Эдя (Эдуард) Хаврон — брат Зозо и дядя Мефодия. Грубоват, жаден и циничен, но вместе с тем порой бывает и рассудительным. Несмотря на массу недостатков, весьма харизматичный и самодовольный тип, нравится женщинам «бальзаковского возраста». Работал официантом в различных кафе и ресторанах, но почти всегда недолго и неуспешно. Часто пересекается с волшебным миром и достаточно спокойно это переносит. В детстве его няней стала полуночная ведьма и попыталась использовать его для магического обряда, в результате чего Эдя получил способность иногда видеть эйдосы (или дыры вместо них) людей и истинную сущность суккубов и комиссионеров. Но в увиденное он обычно не верит, думает, что померещилось. Несмотря на свой цинизм, влюбляется в девушку Аню, в 15-й книге женится на ней и съезжает с женой в деревню. В последней книге становится отцом — Аня рождает ему сына Рюрика.
- Депресняк — кот Дафны, рождённый в союзе райской кошечки и адского кота. Внешне — голый, лишённый шерсти, красноглазый, c перепончатыми белыми крыльями, одного уха нет, другое разорвано натрое, во рту сто двадцать зубов в три ряда. Характер склочный. Метис. Энерговампир: его нельзя гладить и брать на руки, иначе уже через минуту лишишься настроения на неделю. Вместо молока пьёт серную кислоту, а когтями разрывает железо; однако к концу серии становится почти обычным котом (кроме характера и крыльев, конечно). В 16-й книге после визита в Эдем возвращает себе часть прежних магических особенностей и его снова нельзя гладить. В «Ошибке грифона» находит общий язык с Люлем, сыном Эссиорха и Улиты. В последней книге вновь возвращается к Дафне и помогает ей выбраться из временного заточения, в которое её помещает Варсус, затеявший битву с Мефодием.
- Виктор Шилов — юноша, родившийся в один день с Мефодием и совершивший предательство, поэтому забранный Лигулом в Тартар. Как и Прасковья, имеет эйдос. Четырнадцать лет провёл в Большой Пустыне в Среднем Тартаре, питаясь дохлыми кошками, присылаемыми Лигулом по большим праздникам. Получил боевой опыт второго клинка мрака Хоорса. Носит с собой меч-кнут, который принадлежал Кводнону. По замыслу Лигула должен был стать телом для вернувшегося Кводнона. Был другом детства Зиги Пуфса (в человеческом мире бывшего мальчиком Никитой), но предал его, из-за чего и попал в Тартар. В 16-й книге, довольно неплохо адаптировавшись к человеческому миру, живёт вместе с Прасковьей и Зигей, и единственное, к чему никак не может привыкнуть — спать в постели. В «Ошибке грифона» становится оруженосцем валькирии Прасковьи, чтобы помочь ей сопротивляться мраку. Как и Прасковья, стойко сопротивляется полученному дару Кводнона, так что есть надежда, что и он тоже пойдёт по пути света.
- Джаф — внешне очень красивый, но подлый и лживый тёмный страж, бывший ученик Арея, учившийся у мечника в период его тартарианской ссылки и предавший своего учителя. Вызвать его можно, если трижды постучать по дереву и трижды произнести его имя. Заполучил копьё валькирии Сэнры, переставшей быть светлой, и с его помощью стал почти непобедим. Махинатор, очень любит лотереи. Пытался хитростью завладеть эйдосом ребёнка Улиты, но потерпел неудачу. В знак доверия получил от Лигула украденный у Варвары медальон с эйдосом жены Арея. Погибает в битве с Мефодием в «Ладье света».